# Ambatolampy
Ambatolampy est une commune urbaine malgache, située dans la partie sud-est de la région de Vakinankaratra.
Elle est siège du district du même nom.

## Géographie
La ville se situe sur la route nationale 7 entre Antsirabe et Antananarivo, à 68 km de la capitale malgache, en direction du Sud de l'île.

### Liste des Fokontany du District d'Ambatolampy
Il y a 162 quartiers :

#### Ambatolampy
- Haute Ville, Ambodiriana, Ambanimaso II, Ambatomena, Benasoandro Est, Andafiatsimo, Ankodondona I, Ankodondona II, Ambanimaso I.

#### Tsiafajano
- Ambolokotona, Ankofafa, Amparihimena, Andronomaria, Ambotomainty, Ankadivory, Ankaratra Avaratra, Anosiarivo, Soanierana, Tsangambatonintaolo, Tsiafajavona Ankaratra.

#### Antanimasaka
- Angodongadana, Andrangikely, Ankalapatana, Antanimasaka, Ambohidrafy.

#### Ambodifarihy
- Lambamaintso, Fierenantsoa, Andohafarihy, Ambodifarihy, Mahazina, Ambohibaohangy.

#### Andralova Vohipeno
- Andralova Vohipeno, Ambatomirahavavy, Ambinanibe, Ambatoharanana, Fihaonana.

#### Ambohipihaonana
- Ambohipihaonana, Ambondrona Ouest, Antsiravana, Lovainjafy, Mananjarasoa Andakana, Mandrosohasina, Marohisana, Sahamadio, Soavina, Mahazoarivo.

#### Sabotsy Namatoana
- Morafeno, Ankoratsaka, Tsiazompariny, Siona, Mahazoarivo, Soamitazana, Tsarahonenana, Soantenaina, Betlehema.

#### Andriambilany
- Miarintsoa Vaovao, Ambondrona, Andriambilany, Imerimandroso, Ambodivona, Behorimo, Loananadro, Ankadilalana,Antsahafiraisana, Amboniriana.

#### Andranovelona
- Ambodivona, Morarano Ouest, Andranovelona, Antanetibe Ouest, Andidy, Avaratsena, Andranodobo, Sahanamalona, Bemasoandro.

#### Antanamalaza
- Antanamalaza, Mahazina, Andrangy Nord, Androifataka Ouest, Andriambe, Andrangy Sud, Mbohimasina Bas.

#### Antakasina
- Ankazomena, Andavakitsikitsika, Antakasina, Ambololondrano, Andravorano, Ambatomainty.

#### Tsinjoarivo

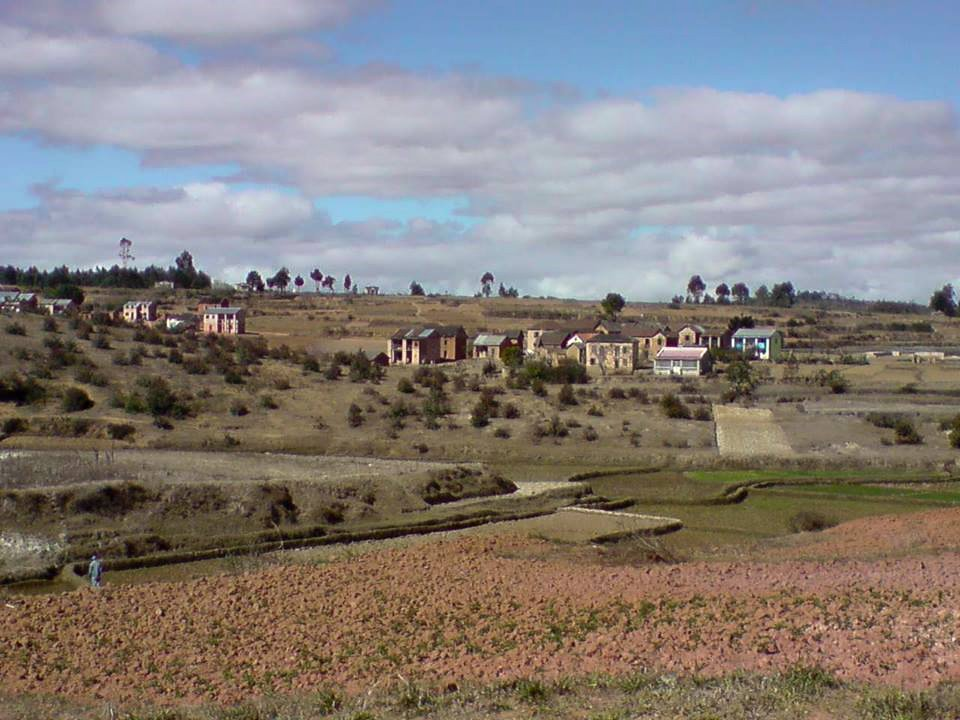
Andriakely

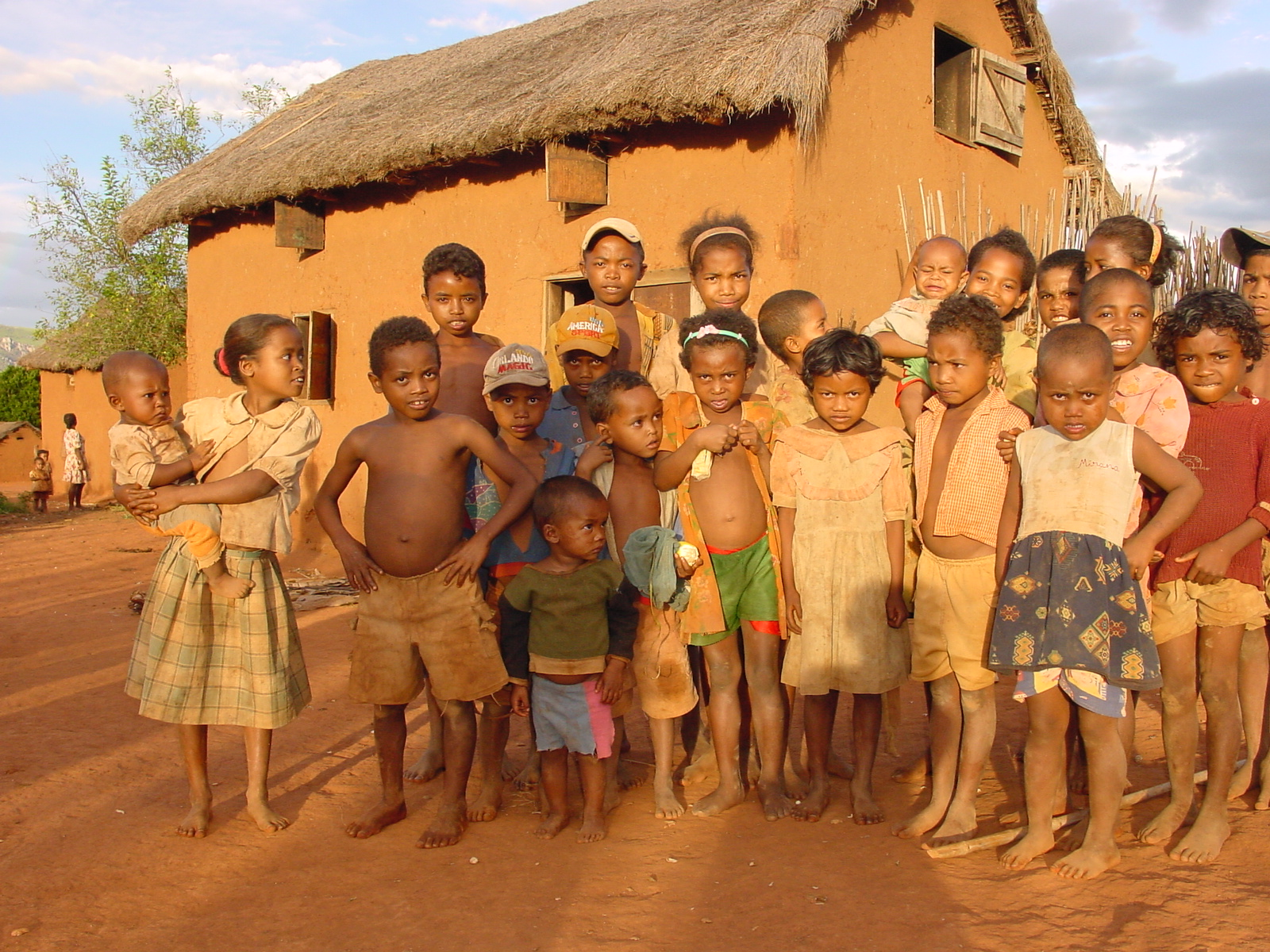
Ankaditapaka.

- Ambatomainty, Ambohikambana Est, Andranotobaka, Ambatafotsy, Angodongodona, Ankaditapaka, Tamiana, Ankazomena, Antandrokomby, Soamanandraniry, Antsampandrano Lovasoa, Tsinjoarivo, Andavabato, Antanjondava.

#### Antsampandrano
- Ambatotsipihina Ouest, Ankafotra Sud, Ankafotra Nord, Miarinarivo, Ambolotara, Ankerana, Antsampandrano, Antseva, Antanimbaritsara, Ambohimahazo, Matsinkena, Ambatotsipihina Est, Ampitahakely.

#### Belambo
- Belambo Andapa, Ambahondrano, Andriatsivalana, Anbondrona Est, Alarobia Vaovao, Ambohipeno, Miadana, Ambatoharanana, Ankadilanana.

#### Manjakatompo
- Ambohipihaonana Miadamanjaka, Ambodivona, Antanibarilehibe, Mamjakatompo, Tsaramiafara.

#### Morarano
- Andriamingodana, Morarano, Ambatolampy Bas, Ankoropotsy, Fierenana, Andohafarihy, Belambo Est.

#### Ambatondrakalavao
- Vatovandana II, Ambodirano, Ambatondrakalavao, Ambohipoloalina, Ampangabe, Bezezika.

#### Behenjy
- Ambato, Ambatomitsangana, Amboanjobe I, Amboanjobe II, Ambohidrano Nord, Ambohidrano Sud, Ambohikambana, Antanetibe, Antsahalava, Behenjy Centre, Bemasoandro Est, Fieferana, Kianja Nord, Mamdady, Marovato, Morarano Ouest, Ravinilo Sud, Soaloka, Tsarafara, Ankofina, Ampanataovana, Tsinjony.

## Histoire

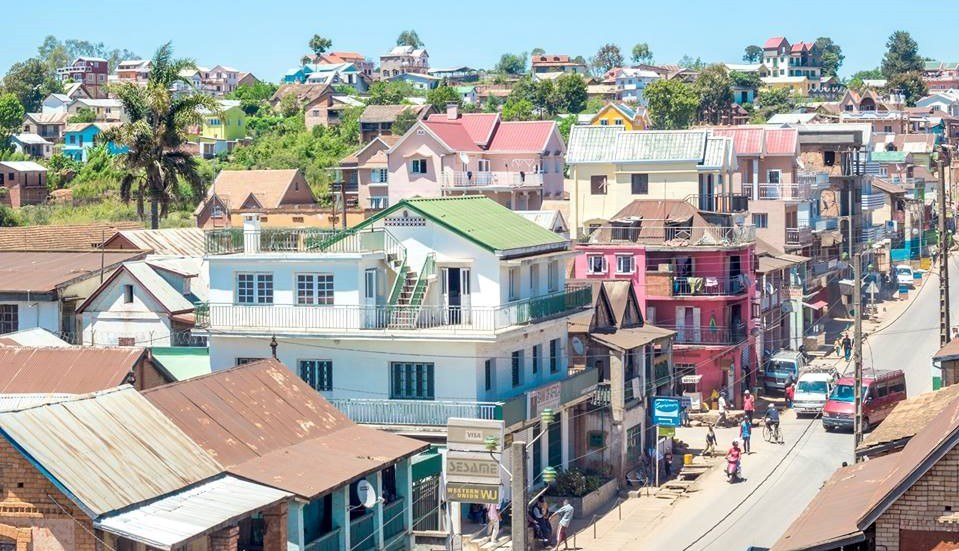

Le nom « Ambatolampy » vient du terme « Vatolampy » qui veut dire gros rocher, et, est situé du temps de la royauté à l’Est d’Ambodivona ou l’actuel Ambatolampy-bas. Il n’y avait pas visiblement de gros rocher, mais on peut noter l’existence d’une masse granitique qui tapisse le fond du lit de la petite rivière appelée « Morona » du côté d’Ambodiriana.
L’histoire d’Ambatolampy est liée à l’existence de huit hommes ou les « Valolahy » soldats envoyés par un roi merina pour faire régner l’ordre et son autorité. Ces Valolahy sont considérés comme les ancêtres-fondateurs d’Ambatolampy.
Pendant la période coloniale, la ville se développe à l’Ouest, à son emplacement actuel, oubliant totalement Ambatolampy-bas son berceau. Et le gouvernement français a fait d’Ambatolampy une province regroupant Andramasina, Antanifotsy, Faratsiho et Ambatolampy.

## Démographie
La totalité de la population d’Ambatolampy est issue de l’ethnie Merina.
- Nombre d’habitants : 382 786[réf. nécessaire]
- Nombre d’électeurs inscrits : 104 687[réf. nécessaire]

## Économie

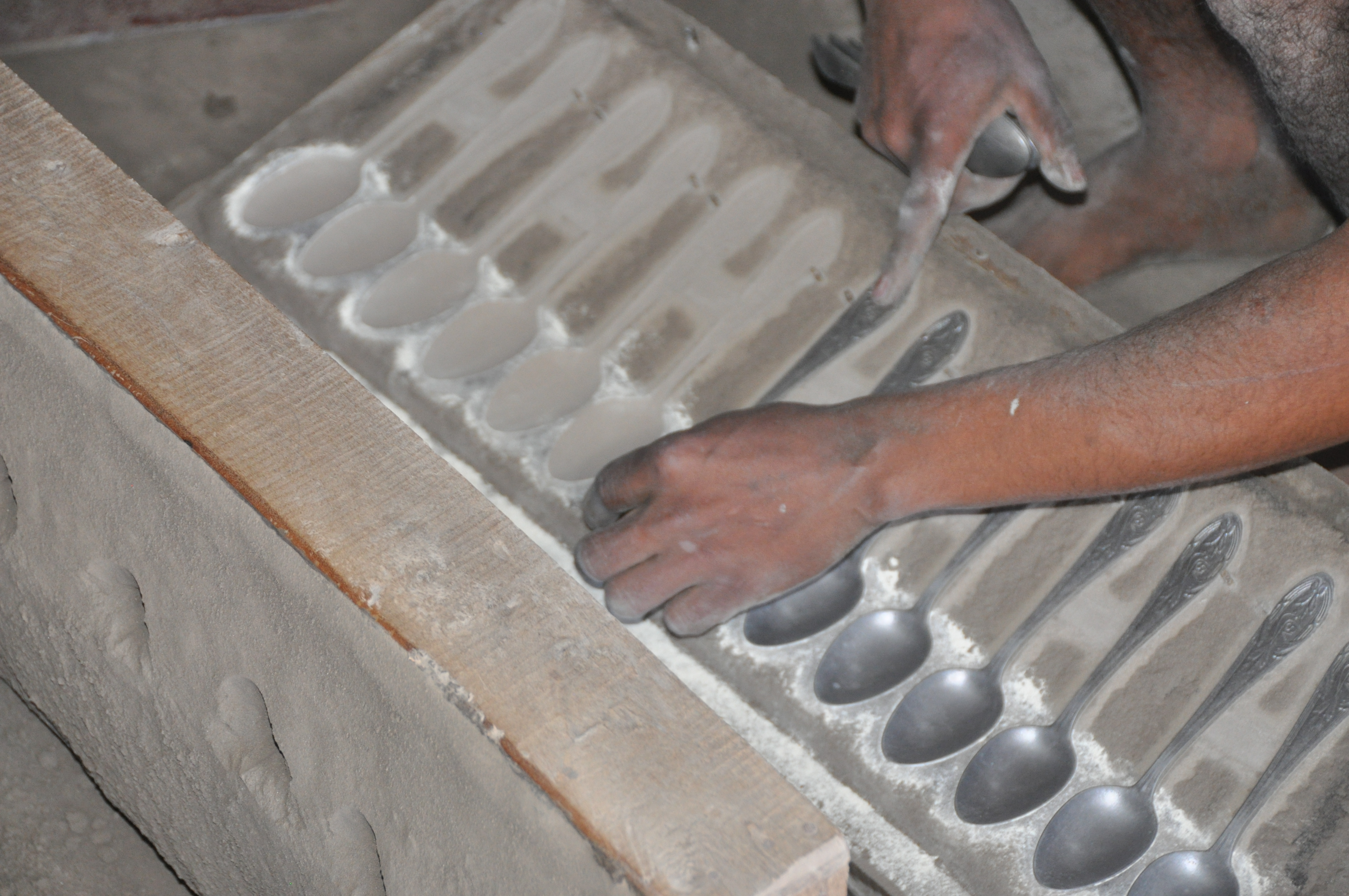
Fabrication de cuillères en aluminium

L'économie est basé sur l'agriculture : plantation du mais, manioc, riz, fruits et cultures maraîchères, l'apiculture et élevage de chevaux.
On y trouve aussi des fabrications artisanales d'ustensiles de cuisine en aluminium.
C'est sur la commune d'Ambatolampy que sera construite la centrale hydroélectrique de Sahofika, d'une capacité de 192 mégawatts, destiné à alimenter Antananarivo et sa région en électricité. Cette centrale et le barrage associé sur la rivière Onive seront construits par la société française Eiffage, et mis en service vers 2024.

## Transport
En général les transports communs ,comme le pousse-pousse, les motos et les bus, sont les plus utilisés dans cette ville. Peu de personnes peuvent se procurer d'une véhicule personnelle.

## Galerie

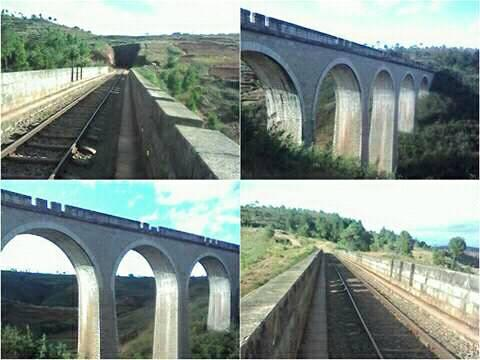
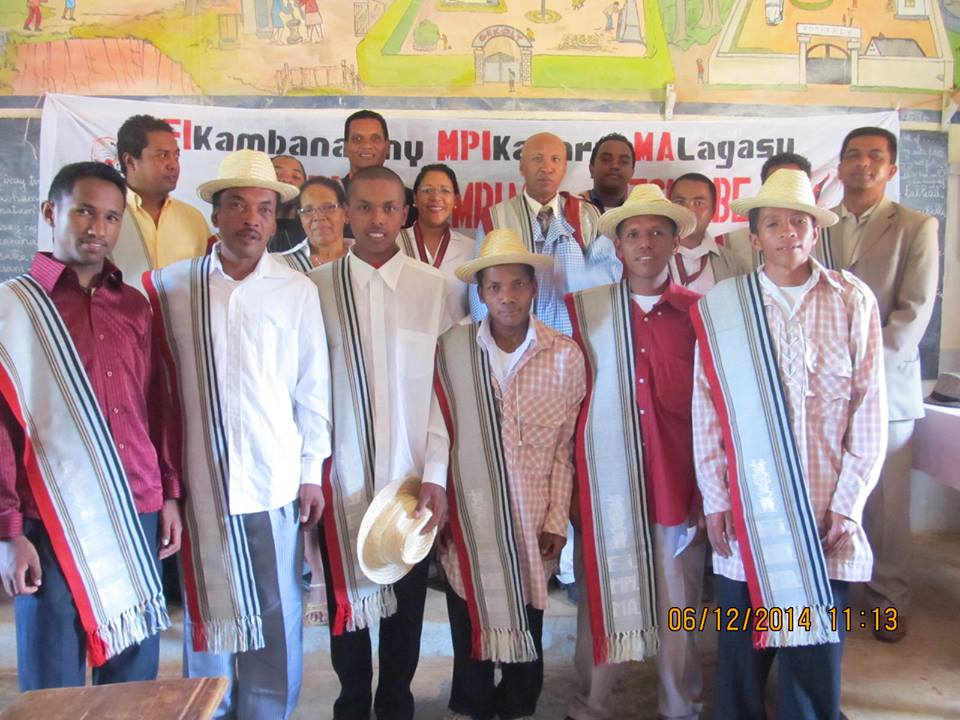
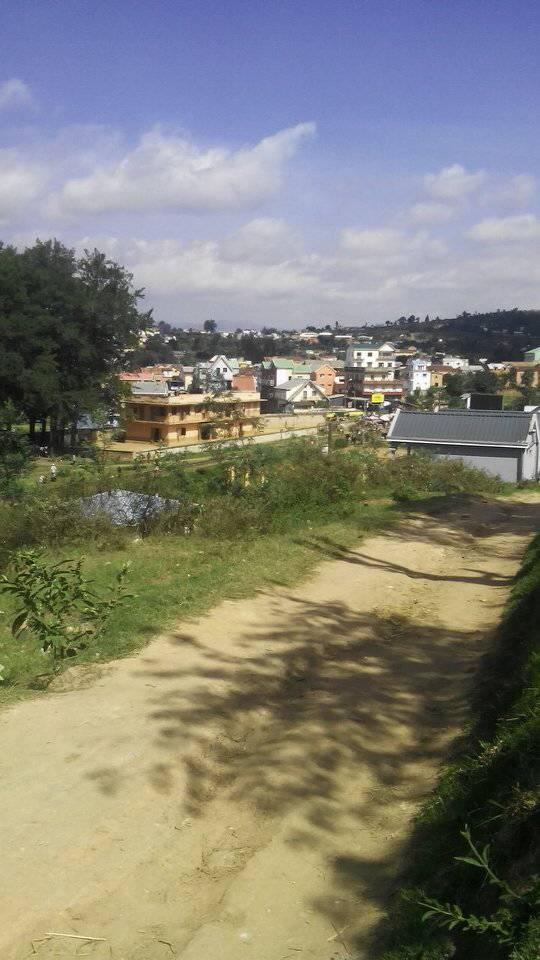
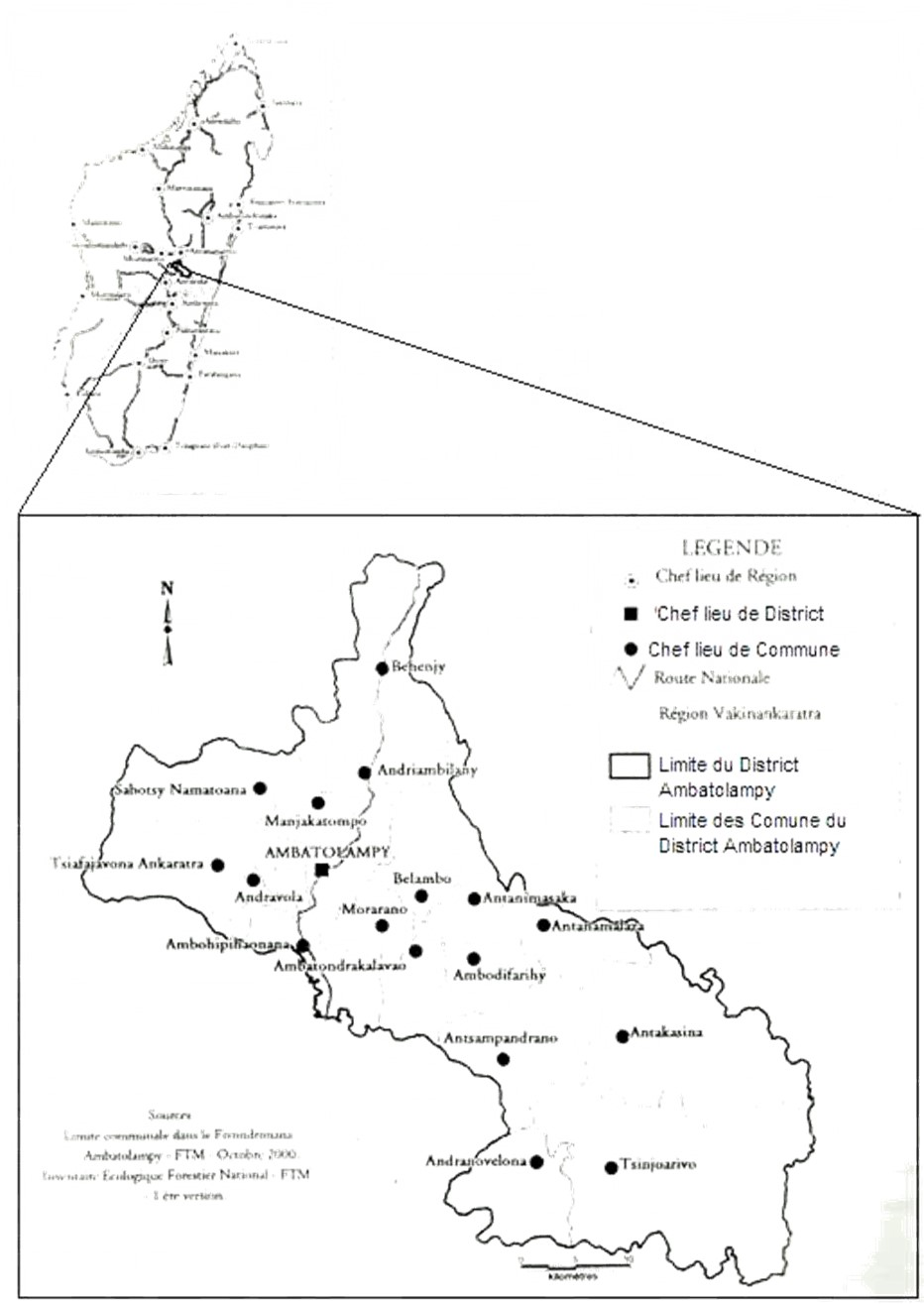
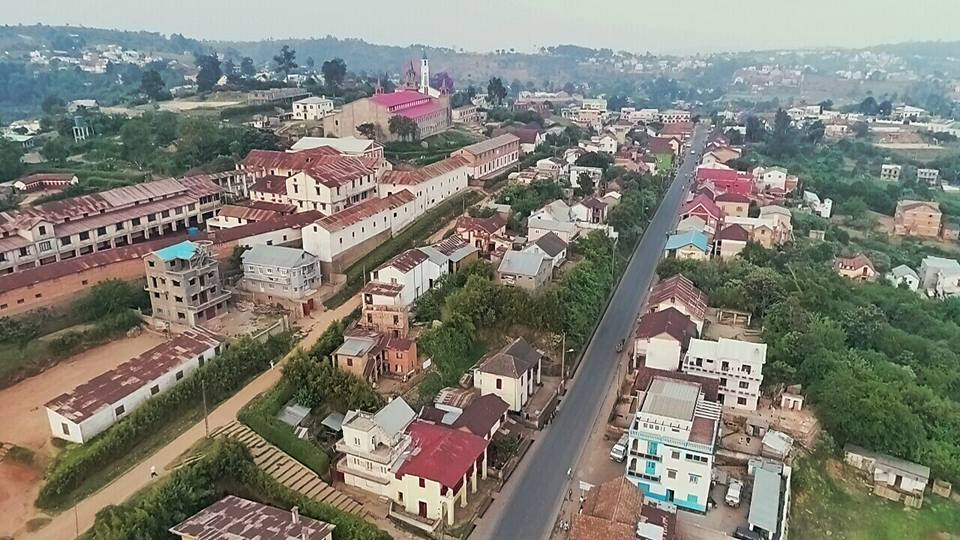
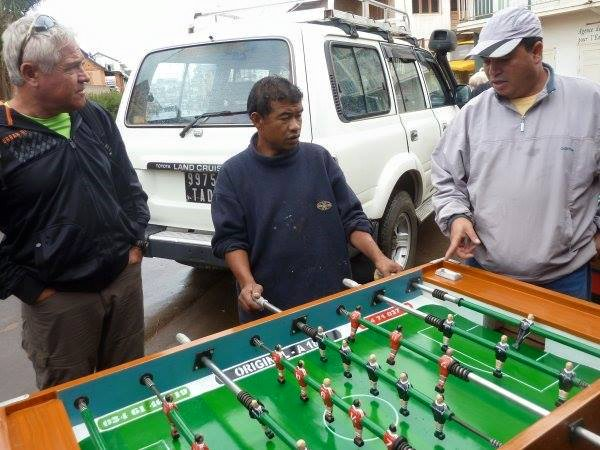